# Gouvernement de Lituanie
 (signalé en mai 2025).
Si vous disposez d'ouvrages ou d'articles de référence ou si vous connaissez des sites web de qualité traitant du thème abordé ici, merci de compléter l'article en donnant les références utiles à sa vérifiabilité et en les liant à la section « Notes et références ».
- Archive Wikiwix
- Bing
- Cairn
- DuckDuckGo
- E. Universalis
- Gallica
- Google
- G. Books
- G. News
- G. Scholar
- Persée
- Qwant
- (zh) Baidu
- (ru) Yandex
- (wd) trouver des œuvres sur Wikidata

Ne doit pas être confondu avec Gouvernement de la Lituanie.
1796–1801
Entités précédentes :
- Gouvernement de Slonim
- Gouvernement de Vilna

Entités suivantes :
- Gouvernement de Grodno
- Gouvernement de Vilna

Le gouvernement de Lituanie (en russe : Литовская губерния, litovskaïa goubernia) est une division administrative de la Russie impériale qui exista de 1796 à 1801.

## Historique
Le décret impérial du 12 décembre 1796 (23 décembre dans le calendrier grégorien) crée le gouvernement de Lituanie à partir des deux gouvernements formés en 1795 : les gouvernements de Vilna et de Slonim. La capitale provinciale est Vilna.
Le gouvernement est organisé en 19 ouïezds (Braslav, Brest, Vilna, Wiłkomierz, Volkovysk, Grodno, Zavileika, Kobrine, Kovno, Lida, Novogroudok, Ochmiany, Proujany, Rossieny, Slonim, Telchi, Troki, Upite et Chavli).
Par les décrets du 9 (21) septembre 1801 et du 28 août (9 septembre) 1802, les gouvernements de Vilna et de Slonim sont rétablis, le second sous le nom de gouvernement de Grodno. Ces deux gouvernements sont souvent appelés gouvernements lituaniens jusqu'en 1840, date à laquelle Nicolas Ier interdit définitivement l'usage de ce nom.